# Comtat de Poix-Créquy
El comtat de Poix-Créquy fou una jurisdicció feudal de França formada amb la senyoria de Créquy i el principat de Poix rebut a la primera meitat del segle xvii. El conjunt fou elevat a comtat pairia el 1652 amb Poix com a ducat (1652-1687).

## Llista de senyors i comtes de Créquy
- Ramelí de Créquy, vers 1100.
- Desconegut
- Desconegut
- Balduí I de Créquy vers 1181-1227
- Balduí II de Créquy vers 1227-1237
- Felip de Créquy vers 1237-1255
- Balduí III de Créquy vers 1255-1289, ven la senyoria de Beaurain
- Joan l'Estendard 1289-1309
- Joan I de Créquy 1309-1338
- Joan II de Créquy 1338-1348
- Joan III de Créquy 1348-1377, senyor de Créquy, Fressin i Canaples.
- Joan IV de Créquy 1377-1411, compra Wambercourt el 1402.
- Raül de Créquy 1411-1415
- Joan V de Créquy 1415-1473 (germà)
- Joan VI de Créquy 1473-1513
- Joan VII de Créquy el Ric 1513-1543 (hereta per la seva dona la senyoria de Poix titulada principat)
- Joan VIII de Créquy 1543-1555
- Joan IX de Créquy 1555-1557
- Antoni de Créquy (germà de l'anterior) 1557-1574, bisbe de Nantes i després d'Amiens
- Maria de Créquy 1574-1610 (filla de Joan X, hereva de la senyoria, casada (1543) amb Gilbert de Blanchefort.
- Antoni de Créquy-Blanchefort 1610-?
- Carles I de Créquy, ?-1638 senyor de Créquy i príncep de Poix, duc consort de Lesdiguières
- Carles II de Créquy (mort en 1630)
- Carles III de Créquy, prince de Poix, etc. 1638-1687. El 1652 Poix fou elevat a ducat i Créquy a comtat i pairia coneguda com a Poix-Créquy. A la seva mort el 1687 Poix va retornar a ser principat.
- Francesc de Créquy 1687
- Francesc Josep de Créquy, 1687-1702. Va portar el títol de marquès de Créquy
- Carles Lluís Bretanya, 1702-1719, duc de la Trémoille i de Thouars, príncep de Poix i senyor de Créquy (1702-1719), va heretar la senyoria de Créquy i Poix de la seva mare Magdelena, filla de Carles III, casada amb Carles Bèlgica Holanda de la Trémoille. El 1718 va vendre Poix.
- Carles Armand Ramon, duc de la Trémoille, senyor de Créquy de 1719 a 1741.
- Maria Armanda Victòria de la Trémoille, tia de l'anterior, casada des de 1696 amb el prínceo Manel Teodor de la Tour d'Auvergne.
- Carles Jofre de la Tour d'Auvergne, 1741-1771, senyor de Créquy fins al 1771 en què, la va vendre al seu cosí
- Nicolau Francesc Josep Juli de la Tour d'Auvergne i d'Apchier, 1771-1790.

El principat de Poix va ser comprat el 1718 per la vídua de Joan Francesc, marquès de Noailles i va estar en aquesta família on fou el títol del segon fill començant per Felip de Noailles, segon fill d'Adrià Maurici duc de Noailles (1708-1766), nascut el 1715.